# Tai Po
Tai Po (traditionell kinesiska: 大埔區) är ett av Hongkongs 18 administrativa distrikt. Distriktet är en del av huvudområdet Nya territorierna.
Tai Po har 310 879 invånare på en yta av 148km². 

## Externa länkar

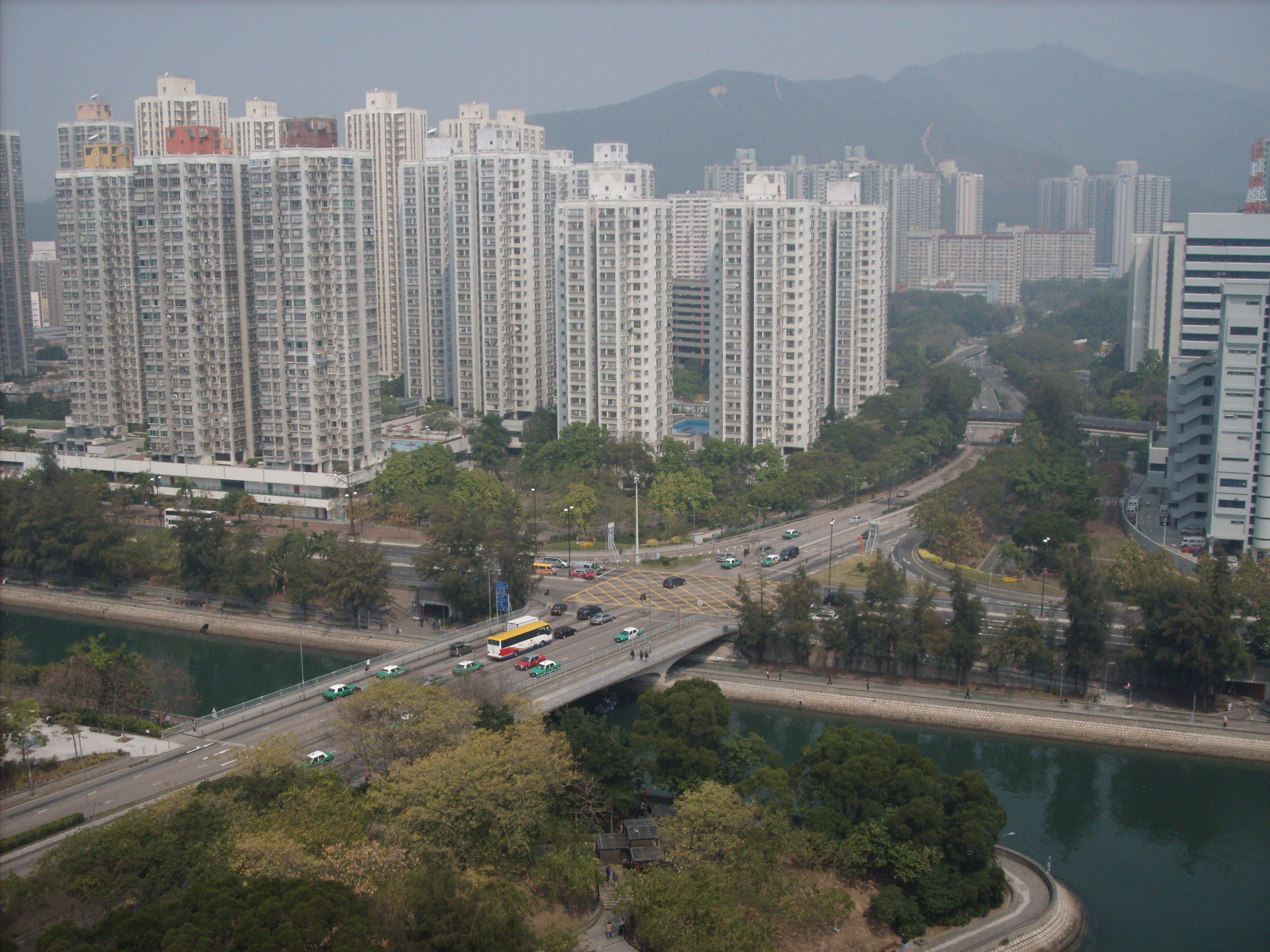
Tai Po